# 佩里斯堡
佩里斯堡（英語：Perrysburg）是位于美国纽约州卡特罗格斯县的一个镇，地处卡特罗格斯县的西北角，建于1814年。2010年美国人口普查时，该镇有1626人。其名称来源于美国海军准将奥利弗·哈泽德·佩里。